# Adolphe Crémieux
Adolphe Crémieux (teljes nevén: Isaac-Jacob Crémieux); (Nîmes, 1796. április 3. – Párizs, 1880. február 10. francia jogász, politikus, az Alliance israélite universelle nevű zsidó kulturális egyesület elnöke.

## Életpályája
Tanulmányait Párizsban és Aix-en-Provence-ben végezte s az utóbbi helyen 1817-ben ügyvéd lett. Politikai perekben nagy képzettséget és erélyt tanúsított. 1830-ban Odilon Barrot helyére a párizsi feljebbviteli bíróság ügyészévé nevezték ki, itt csakhamar népszerűségre tett szert a sajtó- és bűnügyi perekbe kevert ellenzéki hírlapírók és demokraták védelmével. Crémieux-t 1842-ben a chinoni választókerület a parlamentbe küldte és 1846-ban újra megválasztotta. Heves küzdelmet folytatott a Guizot-kormány ellen és nagyban előmozdította a reformmozgalmat. Az 1848. februári forradalom után az ideiglenes kormány tagja lett és az államhatalom megosztásakor az igazságügy vezetését vette át. Mint Indre megye képviselője, elvi kérdésekben Crémieux nem vált el a demokrata baloldaltól, és Cavaignac tábornok kormánya iránt kevés rokonszenvet tanúsított, de Napóleon Lajos herceg jelöltségét pártolta. Ennek december 10-ei elnökké választásakor azonban Crémieux a hegypárthoz csatlakozott és egyike lett a legmakacsabb ellenzéki szónokoknak. A törvényhozó testületbe újra megválasztva, egész erejével küzdött a régi monarchisták ellen, de az új elnök magánpolitikájának sem vetett gátat. Az 1851. december 2-ai államcsíny után ügyvédi gyakorlatot folytatott, a politikai élettől visszavonult. Crémieux alapította 1860-ban az Alliance israélite universelle nevű zsidó kulturális egyesülete, amelynek 1864-től az elnoke volt. 
A második császárság 1870. szeptemberi 4-i bukása után igazságügyi miniszter lett. Ebben a minőségében fogadtatta el az ú.n. Décret Crémieux-t, amely szerint az Algériában élő zsidók francia állampolgárságot kaptak. 1875 decemberében a francia köztársaság élethossziglani államtanácsosává választották.

## Halála
Crémieux Párizsban halt meg 1880-ban és a Montparnasse temetőben nyugszik. Felesége, akinek leánykori neve Silny volt, a férje halálától számított egy hónapon belül meghalt.

## Főbb írásai
- Liberté! Plaidoyer et discours politiques d'Adophe C. (Párizs, 1869);
- Gouvernement de la défense nationale, I. Aces de la délégation de Tours et de Bordeaux;
- II. Ministére de la justice (Tours 1871).
- Halála után jelent meg: En 1848, discours et lettres de M. A. C. (Párizs, 1883).